# Crocidura nigrofusca
Crocidura nigrofusca — вид землерийок. Родом з Африки, де широко поширений. Інші поширені назви включають чорну землерийку. Цю землерийку можна знайти в кількох типах середовищ існування вологих тропічних лісів на нижній висоті.